# Liste der Bodendenkmäler in Benediktbeuern
Auf dieser Seite sind die Bodendenkmäler in der oberbayerischen Gemeinde Benediktbeuern zusammengestellt. Diese Tabelle ist eine Teilliste der Liste der Bodendenkmäler in Bayern. Grundlage ist die Bayerische Denkmalliste, die auf Basis des Bayerischen Denkmalschutzgesetzes vom 1. Oktober 1973 erstmals erstellt wurde und seither durch das Bayerische Landesamt für Denkmalpflege geführt wird. Die folgenden Angaben ersetzen nicht die rechtsverbindliche Auskunft der Denkmalschutzbehörde.

## Bodendenkmäler der Gemeinde Benediktbeuern

### Bodendenkmäler im Ortsteil Benediktbeuern
| Lage                      | Objekt | Akten-Nr.     | Bild           |
| ------------------------- | --- | ------------- | -------------- |
| Benediktbeuern (Standort) | Kloster Benediktbeuern und Klosterkirche St. Benedikt Untertägige mittelalterliche und frühneuzeitliche Befunde im Bereich von Kloster Benediktbeuern und seinen Vorgängerbauten mit der ehemalige Kloster- und Katholischen Pfarrkirche St. Benedikt, abgegangenen Kirchen und Kapellen, Konvent- und Wirtschaftsgebäuden sowie barocken Gartenanlagen. | D-1-8234-0004 | weitere Bilder |